# Американо-мусульманский конгресс
Американо-мусульманский конгресс — это неправительственная организация, расположенная в США. Согласно официальному сайту организации, её деятельность направлена «на построение межрелигиозного и межэтнического понимания.» Она была основана в ноябре 2001 года группой американских мусульман для отстаивания толерантности к мусульманам в ответ на насилие со стороны не-мусульман после теракта 11 сентября 2001 года.
Организация расположена в Вашингтоне и также имеет филиалы в Бостоне, Каире, и Басре (Ирак). Исполнительным директором является Зайнаб Аль-Сувайдж, известная активной публичной поддержкой войны США с Ираком 2003 года.
Американо-исламский конгресс запустил молодёжную инициативу в 2009 году под названием «Проект Нур», имеющий 25 филиалов в кампусах по всей стране, и проект быстро развивается. Работа филиалов заключается в борьбе со стереотипами и в пропагандировании межрелигиозного понимания в университетских кампусах.
В 2011 году Американо-исламский конгресс запустил интернет-проект по правам женщин на Ближнем Востоке под названием «Переписывание новой истории: Права женщин на Ближнем Востоке». Сайт содержит истории, политические комиксы, видео-интервью и художественные работы с упором на права женщин.
Американо-мусульманский конгресс проводит ежегодные конкурсы для писателей на тему прав человека на Ближнем Востоке под названием Конкурс для писателей с отсроченной мечтой.